# Sterrhochaeta mera
Sterrhochaeta mera là một loài bướm đêm trong họ Geometridae.